# Sushun
Sushun, född 530, död 592, var regerande kejsare av Japan mellan 587 och 592.